# Embalse de Kiev

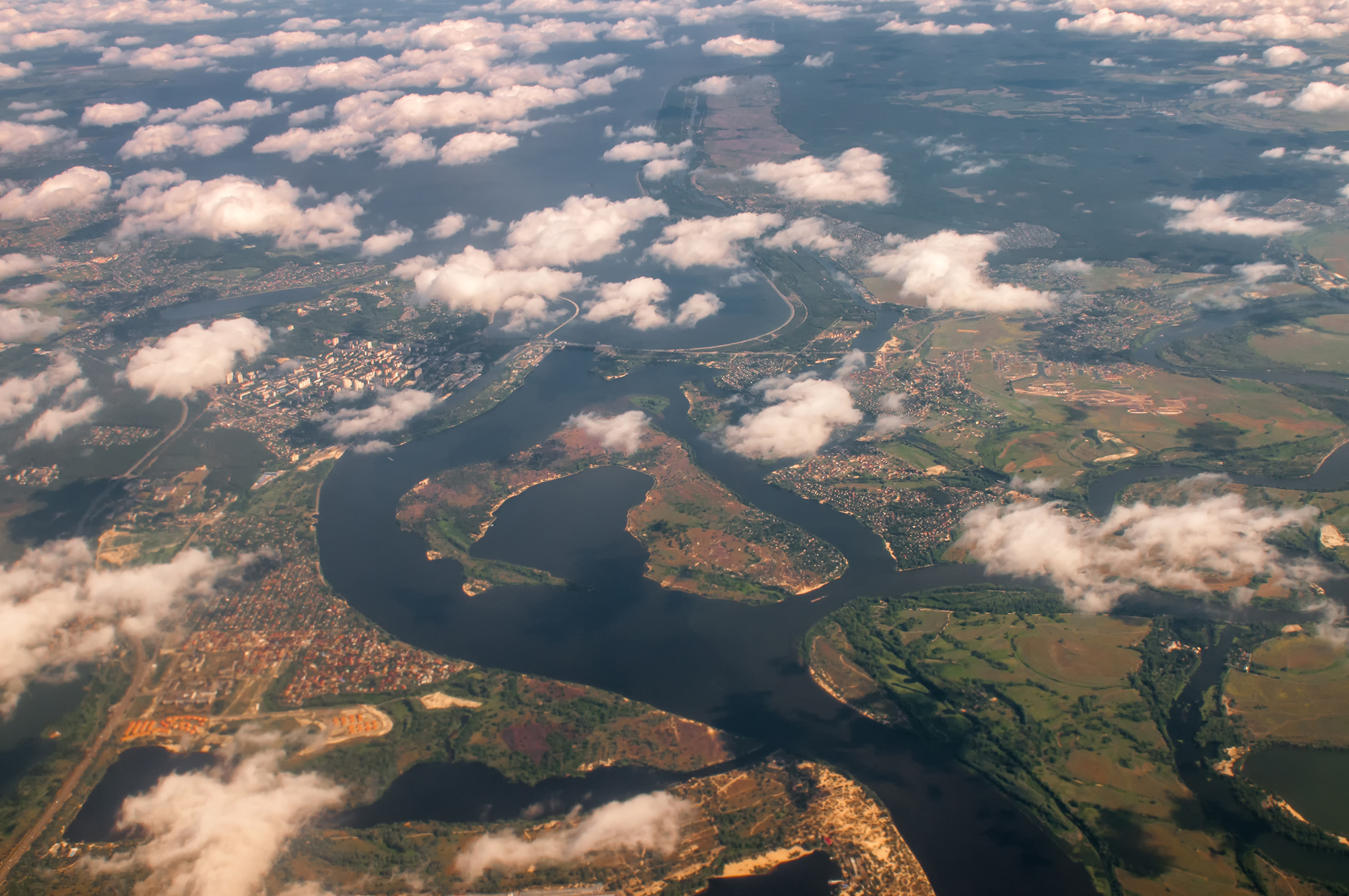

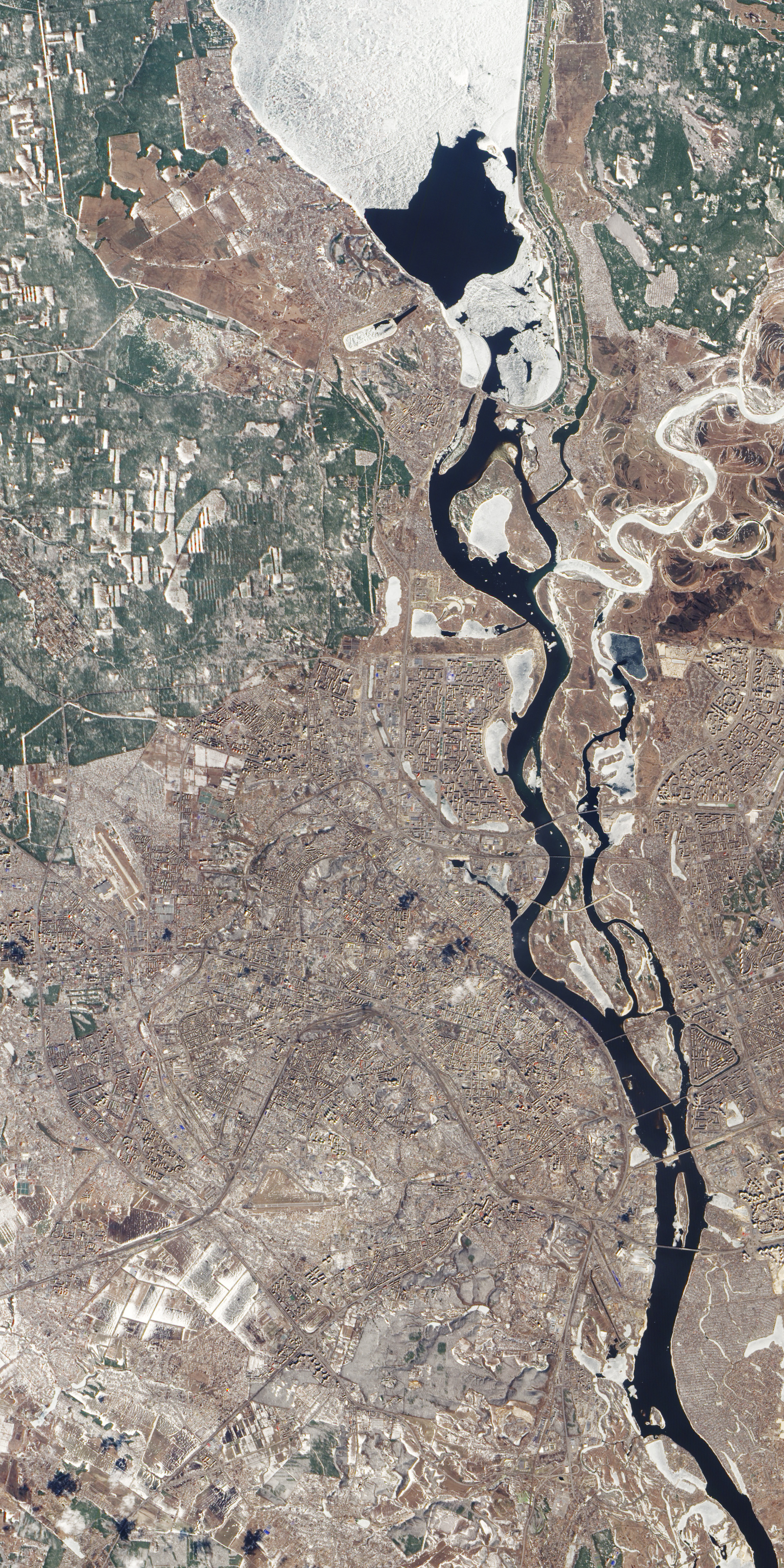
La superficie del embalse es una combinación de zonas cubiertas de hielo y otras libres de hielo en esta imagen de primavera.

El embalse de Kiev (ucraniano, Київське водосховище, Kýyivs’ke vodosjovysche, localmente conocido como el "mar de Kiev") es un gran embalse del río Dniéper, ubicado al norte de la ciudad de Kiev (Ucrania), con una superficie de 922 km². Formado en 1960-66, como resultado de la construcción de la presa de la central hidroeléctrica de Kiev en Výshhorod, se usa principalmente para generar energía hidroeléctrica, además del consumo industrial y público y la irrigación.
El embalse tiene 110 km de largo, 12 km de ancho, tiene una profundidad de 4 a 8 metros, un volumen de 3,7 km³, y un volumen útil de 1,2 km³. El embalse, junto con el embalse de Kajovka, el embalse del Dniéper, el embalse de Dniprodzerzhynsk, el embalse de Kremenchuk y el embalse de Kániv, ha creado una ruta de aguas profundas en el río. Sin embargo, la construcción también ha contribuido a problemas medioambientales significativos como la disminución de la velocidad del caudal que reduce la oxigenación del agua, y tiene un resultado negativo en el equilibrio de las formas de vida acuáticas. También, durante su construcción algunos pueblos cercanos fueron inundados. Uno de ellos fue Teremtsi, donde los residentes del pueblo convencieron a las autoridades soviéticas para que los dejaran quedarse, sólo para ser evacuados más tarde en 1986.

## Temas de seguridad
Como todos los embalses del Dniéper, el de Kiev supone una amenaza potencial de una tremenda inundación si su presa resulta destruida. Más aún, contiene una gran amenaza adicional - después del desastre nuclear de Chernóbil en 1986, los radioisótopos arrastrados por las lluvias contaminaron intensamente el limo del fondo del embalse. Durante los años que siguieron al desastre, hubo sugerencias de drenar el pantano debido a que era muy poco profundo. Parece que, si se hace esto, habría creado la amenaza de que tremendas cantidades de polvo radioactivo viajase por el viento, afectando letalmente a toda Europa.
Una amenaza similar está permanentemente en discusión en consideración a la potencial destrucción de la presa del embalse (como resultado de un accidente natural o estrago terrorista). Pero las autoridades siguen desestimando semejantes daños como irreales, considerando que controlan plenamente la seguridad de la presa. Sin embargo, se suscitaron serias preocupaciones en 2005, cuando se hizo una falsa alerta terrorista.
Las preocupaciones sobre una posible destrucción surgieron nuevamente en febrero de 2022 durante la ofensiva de Kiev. Las fuerzas rusas tomaron el control de la central eléctrica el 25 o 26 de febrero. Las fuerzas ucranianas lo recuperaron el 26 de febrero. Se afirmó que las defensas aéreas ucranianas interceptaron un misil que volaba hacia la presa. Interfax afirmó que si la presa fallara, las inundaciones podrían destruir "toda la margen izquierda de Kiev".
|                                    |
| Una mujer navegando en el embalse. |

|                                      |
| La reserva de Kiev en marzo de 2012. |

|                                      |
| La reserva de Kiev en marzo de 2012. |

|                           |
| Mapa del embalse de Kiev. |